# Botes källmyr
Botes källmyr är ett naturreservat i Gerums och Linde socknar i Region Gotland på Gotland.
Området är naturskyddat sedan 2004 och är 185 hektar stort. Reservatet består av ett stort källmyrskomplex som omges av talldominerad skogsmark. Det växer även gran, oxel och björk.
Källmyren är mycket artrik och, utöver de växter som växer i de flesta gotländska källmyrar, kan man finna fjälltätörtm brun ögontröst, svarthö, sen-blommande ängsgentiana och öselskallra. Källnate och olika arter kransalger kan man även finna i bäcken.